# 帕特羅克洛斯
帕特羅克洛斯（Patroclus，也名Patroklos，希臘文Πάτροκλος），取意「父親的榮耀」。在希臘神話中，被記載於荷馬（Homer）所著的伊里亞德（Iliad）。Menoetius之子，阿基里斯（Achilles）的好友（一说是恋人）。

## 帕特羅克洛斯的身世
帕特羅克洛斯的父親是墨诺提俄斯，祖父是阿克托尔，曾祖父是狄奥尼索斯，高祖父是埃俄罗斯（赫楞子，丢卡利翁孙，普罗米修斯曾孙）。年輕時是著名阿爾戈號船員之一。其父有過多次婚姻，所以帕特羅克洛斯之母的身份不很明確；而在不同版本的傳說中，有四個女人被認為是帕特羅克洛斯的母親。
Apollodorus of Athens列舉三個Menoetius的妻子為帕特羅克洛斯較可能的生母：Periopis，斐瑞斯（Pheres）之女；Polymele，佩琉斯（Peleus）之女，亦是阿基里斯同父異母的姊姊。Sthenele，阿卡斯托斯（Acastus）與Astydameia之女。
Gaius Julius Hyginus則指出Philomena為帕特羅克洛斯的生母，即使Hyginus無法提供Philomena為其生母的根據，她也被聯結到與她同名的雅典王Pandion I與Zeuxippe所生之女。
Menoetius是Opus之王Actor與埃吉娜（Aegina）之子。埃吉娜，河神之女，另與宙斯生下埃阿克斯（Aeacus）——佩琉斯/忒拉蒙（Telamon）/福科斯（Phocus）之父。
Actor，Deion（希臘中部Phocis與Diomede的王）之子，父系祖父母是色薩利地區的Aeolus與Enarete，母系祖父母是Xuthus與Creusa（Erechtheus與Praxithea之女）。帕特羅克洛斯有神類的血統。

## 特洛伊戰爭前的生活
當他還是個男孩時，帕特羅克洛斯在一次爭吵中殺了他的朋友Clysonymus。他的父親只好帶著他流亡以躲避復仇，他們在弗提亞的遠房親戚佩琉斯國王（Peleus）家的宅邸避難。在那裡，帕特羅克洛斯顯然第一次見到佩琉斯的兒子，阿奇里斯王子。佩琉斯把男孩們送到以洞穴為宅，智慧的半人馬之王喀戎那兒撫養。
帕特羅克洛斯多半比阿奇里斯年長一些。在斯巴達（Sparta）的海倫（Helen）的追求者中，他被列名為失敗者。海倫經由斯巴達國王廷達柔斯（Tyndareus）被許配給墨涅拉奧斯（Menelaus），所有的追求者都發表一項聲明：維護被選中為丈夫者將不受任何人的攻擊。
根據當時的地理學家Pausanias指出，大約就在那時，帕特羅克洛斯殺了Las。Pausanias記述，這次謀殺也被指向於阿基里斯所做。無論如何，之後阿基里斯也不被認為曾再造訪過Peloponnesos。
九年後，海倫與特洛伊（Troy）王子帕里斯（Paris）逃離斯巴達。墨涅拉奧斯與他的兄弟——麥錫尼國王阿加曼儂（Agamemnon）開始計議攻打特洛伊。根據某些說法，戰爭的準備與聚集同盟及軍隊就花了他十年的時間。

## 特洛伊戰爭行動
當阿基里斯因為和阿伽門農不合而拒絕作戰時，帕特羅克洛斯披上他的盔甲，領導密爾米頓人殺了許多特洛伊人，包括了宙斯與拉俄达弥亚之子萨尔珀冬（Sarpedon）與赫克特（Hector）的雙輪馬車駕駛Cebriones。在太陽神阿波羅（Apollo）的幫助下他被赫克特所殺。
在取回他在戰場上被墨涅拉奧斯及忒拉蒙（Telamon）的兒子大埃阿斯（Ajax）所保護的屍體之後，阿基里斯重回戰場上，為他被赫克特所殺而死去的同伴報仇。阿基里斯將赫克特的屍體綁在身後的雙輪馬車拖行以示褻瀆，而不讓特洛伊人為其進行示為榮耀的焚燒。阿基里斯極其悲痛，以致於有一段時間他都拒絕為帕特羅克洛斯進行屍體的處理。帕特羅克洛斯的灵魂来到阿基里斯的梦中，催促他将尸体火葬。因为沒有適當的火葬他便無法進入冥府。在將帕特羅克洛斯的屍體放上火葬用的柴堆之前，阿基里斯剪下一束他的頭髮，獻祭了馬匹、狗，和十二個特洛伊俘虜。
阿基里斯組織了一個運動競賽以榮耀他死去的同伴，比賽包括雙輪馬車競賽（狄奧墨得斯Diomedes得勝）、拳擊（Epeios得勝）、摔角（大埃阿斯Telamon Ajax與奧德修斯Odysseus平手）、競走（奧德修斯得勝）、決鬥（小埃阿斯Ajax與狄奧墨得斯平手）、鐵餅（Polypoites得勝）、射箭（墨里奧涅斯Meriones得勝）、標槍（阿加曼儂獲得絕對勝利）。這場運動會被記述在伊里亞德第23篇，希臘運動最早的出處之一。

## 與阿基里斯的關係
他们两人关系从古代到现代一直有争论。在伊利亚德的描写中，两人的情谊深厚，阿基里斯对旁人冷酷而高傲，唯有对帕特羅克洛斯不是这样。帕特羅克洛斯被赫克托尔所杀，于是阿基里斯明知自己如果杀了赫克托尔，自己就会死，但仍然要为帕特羅克洛斯报仇。按阿基里斯的遺願，他的骨灰和帕特羅克洛斯的骨灰混合在一起，埋在同一個墓穴裡。
古往今来的评论家根据自己的立场做出不同的解释。在公元前5世纪的雅典，这个关系一般被认为是希腊式的男人与男童之间的恋爱关系。在柏拉圖的饗宴（Symposium），帕特羅克洛斯與阿奇里斯之間的關係被推舉為性愛的模範。埃斯庫羅斯认为帕特羅克洛斯是阿奇里斯的Eromenos（被愛者），其他人包括柏拉圖，則爭論阿奇里斯才是Eromenos。而古代作家像是Xenophon，則在他的饗宴（Symposium）一書中，爭論把他們的關係標籤為性愛地是個錯誤。后来也有人认为这是平等的同性恋；或这并没有爱情的成分，只有两个英雄之间的友谊。

## 葬禮及後續記述
阿奇里斯之死給了除伊里亞德外最大的撰寫來源。他的屍體被放置在葬禮的柴堆之上，他的骨頭與帕特羅克洛斯的相混，如此這兩人在死後會像生前一樣地作伴，然後他們的遺骨被遷移到Leuke，黑海的一個小島。他們的靈魂，據傳聞偶爾被見到在島上徘徊。
在荷馬的奧德賽（Odyssey）中，奧德修斯在冥府見到阿奇里斯，帕特羅克洛斯、大埃阿斯與安提洛科斯（Antilochus）伴隨著他。
一位Croton的將領確認Autoleon與Leonymus據傳都曾到訪過小島Leuke，當他們從與Locri Epizefiri的戰爭所得到的傷痛中恢復。此事件被認為在西元前7世紀後葉或中葉。他描述曾見過帕特羅克洛斯，在阿奇里斯、小埃阿斯、大埃阿斯、安提洛科斯與海倫的伴隨下。

## 後世影響
帕特羅克洛斯和阿奇里斯的戀情曾感染亞歷山大大帝，並對其一生影響深刻。
亞歷山大非常仰慕阿奇里斯的英勇善戰，並刻意模仿阿奇里斯的所有生平事跡，包括他和帕特羅克洛斯的愛情。古希臘將同性男子之間的愛情看成兩個靈魂最完美的結合。亞歷山大進軍亞洲時，曾和愛人赫費斯提翁一起朝拜帕特羅克洛斯和阿奇里斯合葬的地方，從而將自己和赫費斯提翁的愛情比作帕特羅克洛斯和阿奇里斯的愛情一般深刻和偉大。無獨有偶，亞歷山大最後也和阿奇里斯一樣，在自己戀人的死亡中悲痛不已，最後傷心而去。